# T Camelopardalis
T Camelopardalis är en förmörkelsevariabel av Mira Ceti-typ i stjärnbilden Norra kronan. 
Stjärnan har magnitud +7,3 och når i förmörkelsefasen ner till +14,4 med en period på 373,2 dygn.